# Roscommon (Irlanda)
Roscommon (forma anglicizzata) o Ros Comáin (in irlandese) è una cittadina della Repubblica d'Irlanda, county town dell'omonima contea.